# Nazionale di korfball della Francia
La nazionale di korfball della Francia è la selezione di korfball che rappresenta la Francia in ambito internazionale. Nel settembre 2011 si trovava alla 29ª posizione dell'IKF World Korfball Ranking.

## Risultati internazionali
| Campionato mondiale di korfball |          |         |           |
| Anno                            | Edizione | Ospite  | Risultato |
| 1984                            | II       | Anversa | 8º posto  |
| 1987                            | III      | Makkum  | 12º posto |

| European Bowl di korfball |          |                     |                  |
| Anno                      | Edizione | Ospite              | Risultato        |
| 2007                      | II       | Lussemburgo/Serbia  | 3º posto         |
| 2009                      | III      | Lussemburgo (Ovest) | 6º posto (Ovest) |